# Distrikt Tambopata
Der Distrikt Tambopata liegt in der Provinz Tambopata in der Region Madre de Dios in Südost-Peru. Der am 26. Dezember 1912 gegründete Distrikt hat eine Fläche 20.690 km². Bei der Volkszählung 2017 lebten 81.925 Einwohner im Distrikt. Im Jahr 2007 lag die Einwohnerzahl bei 60.214. Die Distriktverwaltung befindet sich in der 186 m hoch gelegenen Provinz- und Regionshauptstadt Puerto Maldonado mit 77.221 Einwohnern (Stand 2017). Puerto Maldonado liegt am Südufer des nach Osten strömenden Río Madre de Dios oberhalb der Einmündung des Río Tambopata.

## Geographische Lage
Der Distrikt Tambopata erstreckt sich quer in WNW-OSO-Richtung durch die Region Madre de Dios. Er besitzt eine Längsausdehnung von etwa 400 km. Der Río Madre de Dios durchquert den Distrikt in östlicher Richtung und teilt diesen in einen nordwestlichen und in einen südöstlichen Teil. Die Flüsse Río Las Piedras und Río Los Amigos begrenzen das nordwestliche Distriktgebiet im Norden und Süden. Die Flüsse Río Tambopata und Río Heath begrenzen das südöstliche Distriktgebiet im Westen und Osten. Der Distrikt liegt im Amazonasbecken. Im äußersten Süden reicht der Distrikt bis an den Fuß der Voranden. Im äußersten Nordwesten liegt der Nationalpark Alto Purús, im Südosten das Schutzgebiet Reserva Nacional Tambopata.
Der Distrikt Tambopata grenzt im äußersten Westen an den Distrikt Sepahua (Provinz Atalaya, Region Ucayali), im Norden an die Distrikte Iñapari (Provinz Tahuamanu) und Las Piedras, im Südosten an Bolivien, im Süden an den Distrikt San Pedro de Putina Punco (Provinz Sandia) sowie im Südwesten an die Distrikte Inambari, Laberinto, Madre de Dios und Fitzcarrald (die letzten beiden in der Provinz Manu).